# Вогера
 Тази статия е за града.  За архитекта вижте Луиджи Вогера.  
Вогера (на италиански: Voghera) е град и община в Италия. Разположен е край река Стафора (десен приток на По) в провинция Павия на Ломбардия. Население 39 238 жители към 31 август 2007 г.
В съвременния италиански език името му е нарицателно за малък провинциален град – фразата „домакиня от Вогера“ (Casalinga di Voghera) означава жена от провинцията.

## История
В античността местността се казва Ирия (лат. Irĭa). В нея на пътя Пиаченца-Тортона е построен римски форум (Forum Iulium Iriensium), който през 44 г. прераства във военна колония (Vicus Iriae, „ирийско село“), която от своя страна е разрушена от ругите през I век.
Следващото споменаване през X век като Викерия (Viqueria) е свързано със свети Бово (San Bovo di Voghera), умрял в града на 22 май 986 г.
По силата на конкордата от Вормс през 1743 г. градът минава във владение на Савойската династия.
През 1800 г. е окупиран от войските на Наполеон, които използват Палацо Датили за генералска квартира при битката край Монтебело.

## Личности
- Каролина Инверницио (1851-1916) – писателка;
- братя Мазерати, автомобилни конструктори:
  - Алфиери Мазерати (1887-1932);
  - Биндо Мазерати (1883-1980);
  - Ернесто Мазерати (1898-1975);
  - Еторе Мазерати (1894-1990);
  - Карло Мазерати (1881-1919);
- Амброджо Казати (1897-1977) – художник-футурист;
- Алберто Арбазино (1930-) – писател, журналист и критик;
- Валентино Гаравани (1932-) – моден дизайнер;
- Алдо Джорджини (1934-1994) – художник.